# Andrena mongolica
Andrena mongolica là một loài Hymenoptera trong họ Andrenidae. Loài này được Morawitz mô tả khoa học năm 1880.